# Julio Bascuñán
Julio Alberto Bascuñán González (Santiago, 11 de junio de 1978) es un árbitro de fútbol chileno, que se desempeña como árbitro internacional FIFA desde el año 2011. Fue el encargado de dirigir la final de la Copa Libertadores de América en 2017. Además cuenta con participaciones en Copa Sudamericana, las Copas Américas de 2015, 2016 y 2019, en varias ediciones de los Campeonatos Sudamericanos Sub-17 y Sub-20 y en el Mundial Sub-20 de 2017.Es conocido por arbitrar el partido de Perú vs. Brasil para las eliminatorias de la Copa del Mundo de Qatar 2022, siendo uno de los partidos más polémicos de dicha eliminatoria.
Asimismo, fue uno de los árbitros elegidos para el Mundial de Rusia 2018, siendo cuarto árbitro en cinco partidos, uno de ellos el de Argentina contra Francia, en octavos de final. Participó además en el arbitraje asistente de video de la Copa Mundial Sub-20 de 2019. Ha participado en la Clasificación de Conmebol para la Copa Mundial de Fútbol en sus últimas dos versiones.

## Torneos

### Torneos FIFA
- Copa Mundial de Fútbol de 2018 (no dirigió)
- Copa Mundial de Fútbol Sub-20 de 2017
- Copa Mundial de Fútbol Sub-20 de 2019 (VAR)

### Torneos Conmebol
- Copa América 2015
- Copa América 2016
- Copa América 2019
- Copa Libertadores 2013
- Copa Libertadores 2014
- Copa Libertadores 2015
- Copa Libertadores 2016
- Copa Libertadores 2017
- Copa Libertadores 2018
- Copa Libertadores 2019
- Copa Libertadores 2021
- Copa Sudamericana 2012
- Copa Sudamericana 2013
- Copa Sudamericana 2014
- Copa Sudamericana 2015
- Copa Sudamericana 2016
- Copa Sudamericana 2018
- Copa Sudamericana 2020
- Copa Libertadores Sub-20 de 2012
- Campeonato Sudamericano de Fútbol Sub-17 de 2013
- Campeonato Sudamericano de Fútbol Sub-20 de 2013
- Campeonato Sudamericano de Fútbol Sub-20 de 2015
- Clasificación de Conmebol para la Copa Mundial de Fútbol de 2018
- Clasificación de Conmebol para la Copa Mundial de Fútbol de 2022

## Detalles

### Copa Mundial de la FIFA Sub-20
| Edición | Fecha              | Partido                       | Estadio          | Sede   | Fase             | Amonestado | Otorgado · Otorgado otra vez · Expulsado | Expulsado | Anotado · Penal |
| ------- | ------------------ | ----------------------------- | ---------------- | ------ | ---------------- | ---------- | ---------------------------------------- | --------- | --------------- |
| 2017    | 20 de mayo de 2017 | Corea del Sur (3 - 0) Guinea  | Jeonju World Cup | Jeonju | Fase de grupos   | 3          | 0                                        | 0         | 0               |
| 2017    | 31 de mayo de 2017 | Inglaterra (2 - 1) Costa Rica | Jeonju World Cup | Jeonju | Octavos de final | 4          | 0                                        | 0         | 0               |

### Copa América
| Edición | Fecha               | Partido                         | Estadio                 | Sede         | Fase           | Amonestado | Otorgado · Otorgado otra vez · Expulsado | Expulsado | Anotado · Penal |
| ------- | ------------------- | ------------------------------- | ----------------------- | ------------ | -------------- | ---------- | ---------------------------------------- | --------- | --------------- |
| 2015    | 20 de junio de 2015 | Argentina (1 - 0) Jamaica       | Estadio Sausalito       | Viña del Mar | Fase de grupos | 5          | 0                                        | 0         | 0               |
| 2016    | 4 de junio de 2016  | Brasil (0 - 0) Ecuador          | Rose Bowl               | Pasadena     | Fase de grupos | 6          | 0                                        | 0         | 0               |
| 2016    | 11 de junio de 2016 | Estados Unidos (1 - 0) Paraguay | Lincoln Financial Field | Filadelfia   | Fase de grupos | 8          | 1                                        | 0         | 0               |
| 2019    | 18 de junio de 2019 | Brasil (0 - 0) Venezuela        | Arena Fonte Nova        | Salvador     | Fase de grupos | 3          | 0                                        | 0         | 0               |
| 2019    | 23 de junio de 2019 | Catar (0 - 2) Argentina         | Arena do Grêmio         | Porto Alegre | Fase de grupos | 5          | 0                                        | 0         | 0               |

### Copa Libertadores
| Edición | Fecha                    | Partido                                     | Estadio                       | Sede             | Fase             | Amonestado | Otorgado · Otorgado otra vez · Expulsado | Expulsado | Anotado · Penal |
| ------- | ------------------------ | ------------------------------------------- | ----------------------------- | ---------------- | ---------------- | ---------- | ---------------------------------------- | --------- | --------------- |
| 2013    | 13 de febrero de 2013    | Real Garcilaso (1 - 1) Santa Fe             | Inca Garcilaso de la Vega     | Cuzco            | Fase de grupos   | ?          | ?                                        | ?         | 0               |
| 2013    | 28 de febrero de 2013    | Sporting Cristal (2 - 0) Tigre              | Alberto Gallardo              | Lima             | Fase de grupos   | ?          | ?                                        | ?         | 0               |
| 2014    | 13 de febrero de 2014    | Atlético Nacional (1 - 0) Newell's Old Boys | Atanasio Girardot             | Medellín         | Fase de grupos   | ?          | ?                                        | ?         | 0               |
| 2014    | 11 de marzo de 2014      | The Strongest (2 - 0) Vélez Sarsfield       | Hernando Siles                | La Paz           | Fase de grupos   | ?          | ?                                        | ?         | 1               |
| 2014    | 2 de abril de 2014       | Emelec (1 - 2) Flamengo                     | George Capwell                | Guayaquil        | Fase de grupos   | 3          | 0                                        | 0         | 2               |
| 2015    | 17 de febrero de 2015    | Deportivo Táchira (0 - 5) Racing Club       | Polideportivo de Pueblo Nuevo | San Cristóbal    | Fase de grupos   | 2          | 0                                        | 0         | 1               |
| 2015    | 5 de marzo de 2015       | Atlético Nacional (1 - 1) Estudiantes (LP)  | Atanasio Girardot             | Medellín         | Fase de grupos   | 1          | 0                                        | 0         | 0               |
| 2015    | 17 de marzo de 2015      | Danubio (1 - 2) Corinthians                 | Luis Franzini                 | Montevideo       | Fase de grupos   | 2          | 0                                        | 0         | 0               |
| 2015    | 14 de abril de 2015      | Sporting Cristal (1 - 1) Guaraní            | Nacional del Perú             | Lima             | Fase de grupos   | 5          | 0                                        | 0         | 0               |
| 2015    | 5 de mayo de 2015        | Tigres (1 - 1) Universitario de Sucre       | Universitario                 | Monterrey        | Octavos de final | 4          | 0                                        | 0         | 1               |
| 2015    | 13 de mayo de 2015       | Internacional (3 - 1) Atlético Mineiro      | Beira-Rio                     | Porto Alegre     | Octavos de final | 5          | 0                                        | 0         | 0               |
| 2015    | 21 de julio de 2015      | Guaraní (1 - 1) River Plate                 | Defensores del Chaco          | Asunción         | Semifinal        | 4          | 0                                        | 0         | 0               |
| 2016    | 16 de febrero de 2016    | River Plate (2 - 2) Palmeiras               | Domingo Burgueño Miguel       | Maldonado        | Fase de grupos   | 6          | 0                                        | 0         | 1               |
| 2016    | 10 de marzo de 2016      | River Plate (1 - 1) São Paulo               | Monumental                    | Buenos Aires     | Fase de grupos   | 8          | 0                                        | 0         | 0               |
| 2016    | 15 de marzo de 2016      | Peñarol (0 - 4) Atlético Nacional           | Centenario                    | Montevideo       | Fase de grupos   | 2          | 0                                        | 0         | 0               |
| 2016    | 6 de abril de 2016       | Pumas UNAM (4 - 1) Olimpia                  | Olímpico Universitario        | Ciudad de México | Fase de grupos   | 3          | 0                                        | 1         | 0               |
| 2017    | 8 de febrero de 2017     | Millonarios (1 - 0) Atlético Paranaense     | El Campín                     | Bogotá           | Fase 2           | 4          | 0                                        | 0         | 0               |
| 2017    | 22 de febrero de 2017    | Olimpia (1 - 0) Botafogo                    | Defensores del Chaco          | Asunción         | Fase 3           | 4          | 0                                        | 0         | 0               |
| 2017    | 14 de marzo de 2017      | Barcelona (2 - 1) Atlético Nacional         | Isidro Romero Carbo           | Guayaquil        | Fase de grupos   | 7          | 0                                        | 2         | 0               |
| 2017    | 19 de abril de 2017      | Libertad (1 - 0) Atlético Mineiro           | Dr. Nicolás Leoz              | Asunción         | Fase de grupos   | 5          | 0                                        | 0         | 0               |
| 2017    | 2 de mayo de 2017        | Atlético Tucumán (2 - 1) Peñarol            | José Fierro                   | Tucumán          | Fase de grupos   | 5          | 0                                        | 0         | 0               |
| 2017    | 10 de agosto de 2017     | Nacional (0 - 1) Botafogo                   | Gran Parque Central           | Montevideo       | Octavos de final | 5          | 0                                        | 0         | 0               |
| 2017    | 21 de septiembre de 2017 | River Plate (8 - 0) Jorge Wilstermann       | Monumental                    | Buenos Aires     | Cuartos de final | 5          | 0                                        | 0         | 0               |
| 2017    | 22 de noviembre de 2017  | Gremio (1 - 0) Lanús                        | Arena do Grêmio               | Porto Alegre     | Final            | 7          | 0                                        | 0         | 0               |
| 2018    | 5 de abril de 2018       | River Plate (0 - 0) Santa Fe                | Monumental                    | Buenos Aires     | Fase de grupos   | 6          | 0                                        | 0         | 0               |
| 2018    | 18 de abril de 2018      | The Strongest (1 - 2) Atlético Tucumán      | Hernando Siles                | La Paz           | Fase de grupos   | 3          | 0                                        | 0         | 0               |
| 2018    | 1 de mayo de 2018        | Real Garcilaso (0 - 0) Estudiantes (LP)     | Inca Garcilaso de la Vega     | Cuzco            | Fase de grupos   | 7          | 0                                        | 0         | 0               |
| 2018    | 28 de agosto de 2018     | Santos (0 - 0) Independiente                | Pacaembú                      | São Paulo        | Octavos de final | 5          | 0                                        | 0         | 0               |
| 2019    | 22 de enero de 2019      | Delfín (3 - 0) Nacional                     | Jocay                         | Manta            | Fase 1           | 4          | 0                                        | 0         | 0               |
| 2019    | 6 de febrero de 2019     | Defensor Sporting (3 - 0) Barcelona         | Luis Franzini                 | Montevideo       | Fase 1           | 3          | 0                                        | 0         | 0               |
| 2019    | 5 de marzo de 2019       | Jorge Wilstermann (0 - 0) Boca Juniors      | Félix Capriles                | Cochabamba       | Fase de grupos   | 1          | 0                                        | 0         | 0               |
| 2019    | 2 de abril de 2019       | San Lorenzo (1 - 0) Palmeiras               | Nuevo Gasómetro               | Buenos Aires     | Fase de grupos   | 6          | 0                                        | 0         | 0               |
| 2019    | 10 de abril de 2019      | Cruzeiro (4 - 0) Huracán                    | Mineirão                      | Belo Horizonte   | Fase de grupos   | 5          | 0                                        | 0         | 0               |
| 2019    | 23 de julio de 2019      | River Plate (0 - 0) Cruzeiro                | Monumental                    | Buenos Aires     | Octavos de final | 5          | 0                                        | 0         | 1               |
| 2019    | 31 de julio de 2019      | Boca Juniors (2 - 0) Athletico Paranaense   | La Bombonera                  | Buenos Aires     | Octavos de final | 8          | 0                                        | 0         | 0               |
| 2019    | 29 de agosto de 2019     | Cerro Porteño (1 - 1) River Plate           | General Pablo Rojas           | Asunción         | Cuartos de final | 7          | 0                                        | 0         | 0               |
| 2021    | 6 de mayo de 2021        | Junior (1 - 1) Fluminense                   | Isidro Romero Carbo           | Guayaquil        | Fase de grupos   | 6          | 0                                        | 0         | 1               |
| 2022    | 18 de mayo de 2022       | Palmeiras ( - ) Emelec                      | Allianz Parque                | São Paulo        | Fase de grupos   | -          | -                                        | -         | -               |

### Copa Sudamericana
| Edición | Fecha                    | Partido                                  | Estadio                    | Sede           | Fase             | Amonestado | Otorgado · Otorgado otra vez · Expulsado | Expulsado | Anotado · Penal |
| ------- | ------------------------ | ---------------------------------------- | -------------------------- | -------------- | ---------------- | ---------- | ---------------------------------------- | --------- | --------------- |
| 2012    | 25 de julio de 2012      | Liverpool (3 - 0) Universitario de Sucre | Luis Franzini              | Montevideo     | Primera fase     | ?          | ?                                        | ?         | 1               |
| 2012    | 30 de agosto de 2012     | Deportivo Quito (2 - 1) Aurora           | Olímpico Atahualpa         | Quito          | Primera fase     | ?          | ?                                        | ?         | ?               |
| 2012    | 26 de septiembre de 2012 | Liga de Loja (1 - 1) São Paulo           | Federativo Reina del Cisne | Loja           | Octavos de final | 6          | 0                                        | 0         | 0               |
| 2012    | 30 de octubre de 2012    | Grêmio (1 - 0) Millonarios               | Olímpico Monumental        | Porto Alegre   | Cuartos de final | 6          | 0                                        | 0         | 0               |
| 2013    | 30 de julio de 2013      | Nacional (0 - 0) The Strongest           | Defensores del Chaco       | Asunción       | Primera fase     | ?          | ?                                        | ?         | ?               |
| 2013    | 20 de agosto de 2013     | Guaraní (0 - 2) Atlético Nacional        | Defensores del Chaco       | Asunción       | Segunda fase     | 5          | 0                                        | 0         | 0               |
| 2013    | 25 de septiembre de 2013 | Ponte Preta (2 - 0) Deportivo Pasto      | Moisés Lucarelli           | Campinas       | Octavos de final | 6          | 0                                        | 0         | 0               |
| 2014    | 20 de agosto de 2014     | UTC (0 - 0) Deportivo Cali               | Héroes de San Ramón        | Cajamarca      | Primera fase     | 4          | 0                                        | 0         | 0               |
| 2014    | 28 de agosto de 2014     | Criciúma (2 - 1) São Paulo               | Heriberto Hülse            | Criciúma       | Segunda fase     | 4          | 0                                        | 0         | 0               |
| 2014    | 18 de septiembre de 2014 | Emelec (2 - 1) River Plate               | George Capwell             | Guayaquil      | Segunda fase     | 4          | 0                                        | 1         | 1               |
| 2014    | 25 de septiembre de 2014 | General Díaz (1 - 3) Atlético Nacional   | Feliciano Cáceres          | Luque          | Segunda fase     | 7          | 1                                        | 0         | 0               |
| 2015    | 20 de agosto de 2015     | Real Potosí (2 - 0) Juventud             | Víctor Agustín Ugarte      | Potosí         | Primera fase     | 6          | 0                                        | 1         | 0               |
| 2015    | 29 de septiembre de 2015 | Sportivo Luqueño (1 - 0) Deportes Tolima | Feliciano Cáceres          | Luque          | Octavos de final | 5          | 1                                        | 0         | 0               |
| 2015    | 28 de octubre de 2015    | Chapecoense (2 - 1) River Plate          | Arena Condá                | Chapecó        | Cuartos de final | 5          | 0                                        | 0         | 0               |
| 2016    | 24 de agosto de 2016     | Santa Cruz (0 - 0) Sport Recife          | Estadio de Arruda          | Recife         | Segunda fase     | 3          | 0                                        | 0         | 0               |
| 2016    | 28 de septiembre de 2016 | Belgrano (3)(1 - 2)(4) Coritiba          | Mario Alberto Kempes       | Córdoba        | Octavos de final | 2          | 0                                        | 0         | 0               |
| 2016    | 24 de noviembre de 2016  | Atlético Nacional (0 - 0) Cerro Porteño  | Atanasio Girardot          | Medellín       | Semifinal        | 4          | 0                                        | 1         | 0               |
| 2018    | 8 de mayo de 2018        | Atlético Mineiro (0 - 0) San Lorenzo     | Raimundo Sampaio           | Belo Horizonte | Primera fase     | 8          | 0                                        | 0         | 0               |
| 2018    | 15 de agosto de 2018     | Millonarios (4 - 0) General Díaz         | El Campín                  | Bogotá         | Segunda fase     | 6          | 0                                        | 0         | 0               |
| 2018    | 28 de noviembre de 2018  | Fluminense (0 - 2) Atlético Paranaense   | Maracaná                   | Río de Janeiro | Semifinal        | 1          | 0                                        | 0         | 0               |
| 2020    | 19 de febrero de 2020    | Huracán (1 - 1) Atlético Nacional        | Tomás Adolfo Ducó          | Buenos Aires   | Primera fase     | 8          | 0                                        | 0         | 1               |

### Sudamericano Sub-17
| Edición | Fecha               | Partido                    | Estadio                        | Sede     | Fase           | Amonestado | Otorgado · Otorgado otra vez · Expulsado | Expulsado | Anotado · Penal |
| ------- | ------------------- | -------------------------- | ------------------------------ | -------- | -------------- | ---------- | ---------------------------------------- | --------- | --------------- |
| 2013    | 4 de abril de 2013  | Argentina (1 - 3) Paraguay | Provincial Juan Gilberto Funes | La Punta | Fase de grupos | 3          | 0                                        | 0         | 0               |
| 2013    | 14 de abril de 2013 | Brasil (1 - 0) Uruguay     | Provincial Juan Gilberto Funes | La Punta | Fase final     | 4          | 0                                        | 0         | 0               |
| 2013    | 24 de abril de 2013 | Brasil (2 - 1) Perú        | Provincial Juan Gilberto Funes | La Punta | Fase final     | 6          | 0                                        | 0         | 0               |

### Sudamericano Sub-20
| Edición | Fecha                | Partido                    | Estadio                   | Sede       | Fase           | Amonestado | Otorgado · Otorgado otra vez · Expulsado | Expulsado | Anotado · Penal |
| ------- | -------------------- | -------------------------- | ------------------------- | ---------- | -------------- | ---------- | ---------------------------------------- | --------- | --------------- |
| 2013    | 14 de enero de 2013  | Perú (1 - 0) Venezuela     | San Juan del Bicentenario | San Juan   | Fase de grupos | ?          | ?                                        | ?         | 1               |
| 2013    | 18 de enero de 2013  | Venezuela (2 - 2) Uruguay  | San Juan del Bicentenario | San Juan   | Fase de grupos | ?          | ?                                        | ?         | 1               |
| 2015    | 16 de enero de 2015  | Ecuador (0 - 2) Perú       | Campus Alberto Suppici    | Colonia    | Fase de grupos | 2          | 0                                        | 0         | 0               |
| 2015    | 22 de enero de 2015  | Paraguay (1 - 1) Perú      | Campus Alberto Suppici    | Colonia    | Fase de grupos | 2          | 0                                        | 0         | 0               |
| 2015    | 26 de enero de 2015  | Uruguay (0 - 0) Brasil     | Centenario                | Montevideo | Fase final     | 5          | 1                                        | 0         | 0               |
| 2015    | 4 de febrero de 2015 | Argentina (3 - 0) Paraguay | Centenario                | Montevideo | Fase final     | 5          | 1                                        | 0         | 0               |

### Copa Libertadores Sub-20
| Edición | Fecha               | Partido                               | Estadio              | Sede | Fase           | Amonestado | Otorgado · Otorgado otra vez · Expulsado | Expulsado | Anotado · Penal |
| ------- | ------------------- | ------------------------------------- | -------------------- | ---- | -------------- | ---------- | ---------------------------------------- | --------- | --------------- |
| 2012    | 17 de junio de 2012 | Corinthians (2 - 0) Junior            | Monumental           | Lima | Fase de grupos | ?          | ?                                        | ?         | ?               |
| 2012    | 19 de junio de 2012 | América Mineiro (1 - 1) Cerro Porteño | Alejandro Villanueva | Lima | Fase de grupos | ?          | ?                                        | ?         | ?               |
| 2012    | 23 de junio de 2012 | Corinthians (1 - 1) River Plate       | Monumental           | Lima | Fase de grupos | ?          | ?                                        | ?         | ?               |

### Clasificación de Conmebol para la Copa Mundial de Fútbol
| Edición     | Fecha                   | Partido                   | Estadio              | Sede           | Fase     | Amonestado | Otorgado · Otorgado otra vez · Expulsado | Expulsado | Anotado · Penal |
| ----------- | ----------------------- | ------------------------- | -------------------- | -------------- | -------- | ---------- | ---------------------------------------- | --------- | --------------- |
| 2015 - 2017 | 8 de octubre de 2015    | Argentina (0 - 2) Ecuador | Monumental           | Buenos Aires   | Fecha 1  | 4          | 0                                        | 0         | 0               |
| 2015 - 2017 | 13 de noviembre de 2015 | Perú (1 - 0) Paraguay     | Nacional             | Lima           | Fecha 3  | 3          | 0                                        | 0         | 0               |
| 2015 - 2017 | 1 de septiembre de 2016 | Argentina (1 - 0) Uruguay | Malvinas Argentinas  | Mendoza        | Fecha 7  | 7          | 1                                        | 0         | 0               |
| 2015 - 2017 | 6 de octubre de 2016    | Paraguay (0 - 1) Colombia | Defensores del Chaco | Asunción       | Fecha 9  | 5          | 0                                        | 0         | 0               |
| 2015 - 2017 | 10 de noviembre de 2016 | Brasil (3 - 0) Argentina  | Mineirão             | Belo Horizonte | Fecha 11 | 5          | 0                                        | 0         | 0               |
| 2015 - 2017 | 28 de marzo de 2017     | Perú (2 - 1) Uruguay      | Nacional             | Lima           | Fecha 14 | 6          | 1                                        | 0         | 0               |
| 2020 - 2022 | 13 de octubre de 2020   | Perú (2 - 4) Brasil       | Nacional             | Lima           | Fecha 2  | 2          | 0                                        | 2         | 2               |